# Hauptstrasse 271
Die Hauptstrasse 271 ist eine Schweizer Hauptstrasse im Kanton Solothurn gemäss der vom Bundesrat in Kraft gesetzten Durchgangsstrassenverordnung. Sie bildet einen Abschnitt der solothurnischen Kantonsstrasse 3100.

## Verlauf
Die Hauptstrasse 271 verbindet die Hauptstrasse 270 in Gerlafingen mit der Hauptstrasse 254 in Kriegstetten und bindet die Region des südlichen Wasseramts bei der Einfahrt Kriegstetten an die Autobahn A1 an. Die Brücke über die Autobahn wurde zusammen mit diesem Abschnitt der A1 1967 eröffnet.
Die Strecke ist als Zufahrt zu der Autobahn für den Schwerverkehr wichtig. Viele in- und ausländische Lastwagen befahren die Route zu den Industrie- und Logistikbetrieben in der Umgebung. Während sich die Verkehrssituation an der Abzweigung in Gerlafingen seit dem Bau des Kreisels «Zentrum» 2008 verbesserte, wird für die Kreuzung mit der Hauptstrasse 254 in Kriegstetten ein Umbau erst geplant.
Die Gemeinde Gerlafingen beantragte 2023 beim Kanton die Einrichtung einer Zone mit auf 30 Stundenkilometer begrenzter Höchstgeschwindigkeit auf den Kantonsstrassen im Ortszentrum.